# 長崎県立総合運動公園

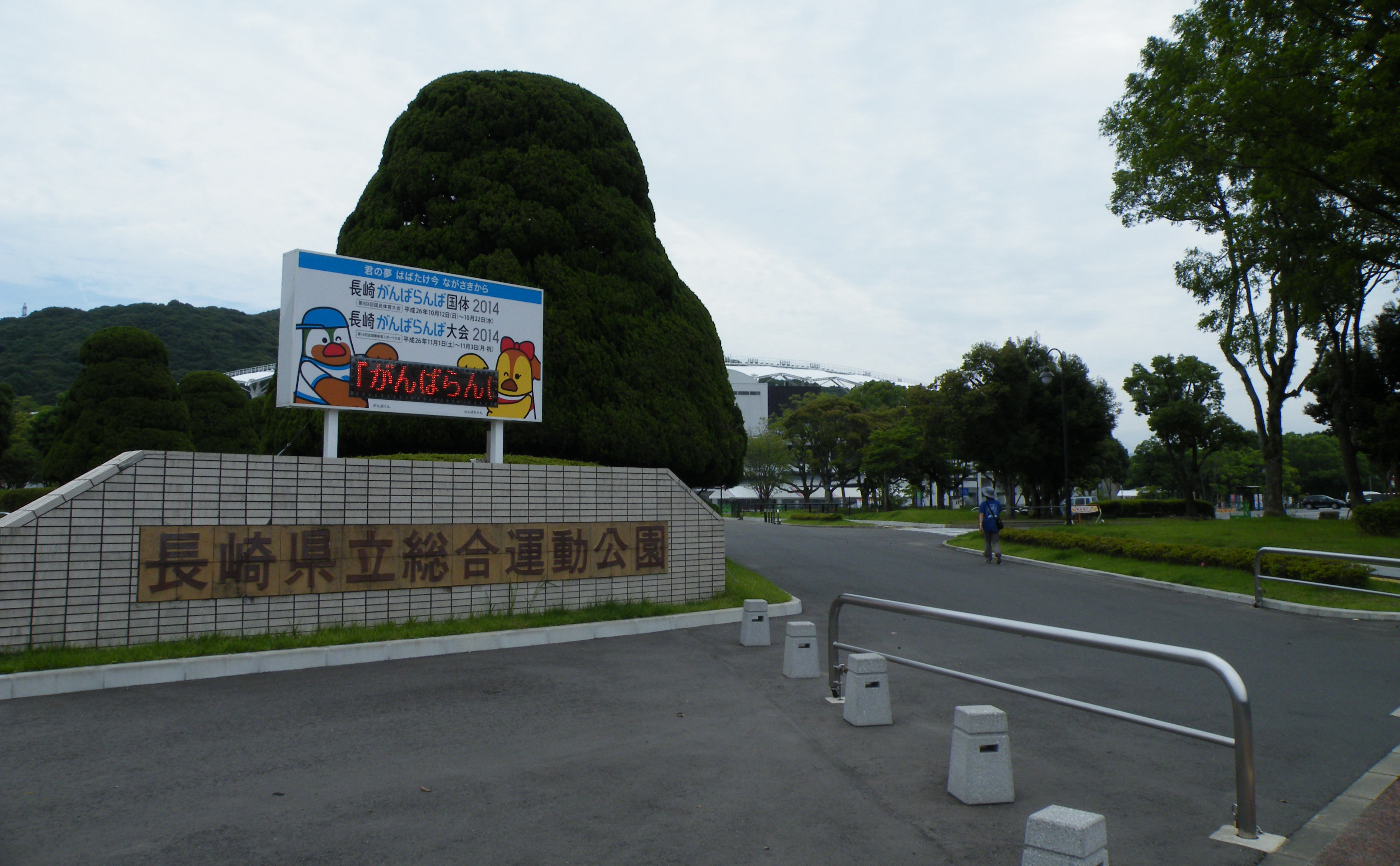
長崎県立総合運動公園

長崎県立総合運動公園（ながさきけんりつ そうごううんどうこうえん）は、日本の長崎県諫早市宇都町に位置する総合運動施設である。

## 施設
- 陸上競技場
  - 補助競技場
- 芝生広場
- ローンボウルズ場
- テニスコート
- 野球広場
- わいわいプール
- サッカー場

など

## 交通
- 長崎駅バスターミナル・諫早バスターミナルより長崎県営バス「競技場北口」停留所下車